# Victor Söderberg
Victor Söderberg, född 1800 i Sollentuna, död 1866, var en svensk urmakare som  bland annat framställde den första svenska skeppskronometern med kronometergång år 1833. Victor Söderberg var läromästare till bland andra Victor Kullberg.

## Biografi
Victor Söderberg föddes i Sollentuna år 1800. Sannolikt gick han i lära i Karlskrona under åren 1819-1824 varefter han startade egen verksamhet på Södra Kykogatan i Visby. Verksamheten var från början inriktad på reparationer men Söderbergs fallenhet för innovationer ledde efter hand till egen tillverkning.
År 1840 hade verksamheten vuxit och Victor Söderberg anhöll om lån från kung Karl XIV Johan för att starta Sveriges första kronometerfabrik. Söderberg beviljades lånet med förbehållet att fabriken skulle ligga i huvudstaden, vilket ledde till att verksamheten flyttade till Stockholm. Med åren blev Söderberg en välrenommerad och känd tillverkare av kronometrar och astronomiska ur. Söderberg avled 1866. Söderbergs kronometrar finns idag på museer som Sjöhistoriska museet i Stockholm, Fornsalen i Gotlands Museum och hos samlare.

## Nutid
Varumärket "Victor Söderberg" drivs idag av Victor Söderberg Urmanufaktur i Kungsbacka.